# Pristimantis myersi
Eleutherodactylus myersi là một loài động vật lưỡng cư trong họ Strabomantidae, thuộc bộ Anura. Loài này được Goin & Cochran mô tả khoa học đầu tiên năm 1963.